# 李家彪
李家彪（1961年4月—），浙江杭州人，中国海洋学家、研究员、博士生导师，中国共产党党员，2013年12月担任国家海洋局第二海洋研究所所长。长期从事海底科学与海底探测工程研究，在大陆架划界和国际海底硫化物圈矿方面取得比较大的成果。

## 生平
1979年毕业于杭州第十一中学，1983年毕业于武汉地质学院地质力学系，1989年取得同济大学海洋系硕士学位，2001年取得中科院海洋研究所博士学位（师从金翔龙院士）。担任中国科学院海洋研究所博士生导师、浙江大学博导(双跨教授)、中国海洋大学博导。2015年12月当选为中国工程院院士。

## 头衔
- 国际大洋中脊科学组织(InterRidge)联合主席
- 国际标准化组织海洋技术专业委员会(ISO TC8-SC13 Marine Technology)主席
- 国际大陆边缘科学组织(InterMAGINS)科学指导委员会委员
- 国际大洋发现计划(IODP)科学评估工作组(SEP)专家
- 国务院政府特殊津贴专家
- 浙江省特级专家
- 浙江省海洋学会副理事长
- 浙江省地质学会副理事长
- 浙江省石油学会副理事长
- 中国海洋学会理事
- 中国科学院地质地球物理研究所客座教授
- 清华大学深圳研究生院兼职教授
- 南京大学兼职教授

## 荣誉
- 科技部、中国大洋协会"突出贡献奖"
- 浙江省突出贡献中青年科学家
- 全国五一劳动奖章
- 浙江省劳动模范
- 国家海洋局二等功、三等功